# 耿臨
耿 臨（こう りん、生没年不詳）は、中国後漢末期の武将。

## 事績
後漢の順帝の時代以降、高句麗の新大王は遼東郡を侵犯し、帯方県令を殺害する、楽浪太守の妻子を拉致するなどの蛮行を犯していた。
そのような状況が続いていた中で建寧2年（169年）、玄菟太守の官に就いた耿臨は新大王を討伐し、斬首した者、捕虜にした者数百という戦果を挙げた。新大王は降伏し、遼東の支配下に服属した。